# Джинкс (League of Legends)
Джинкс (англ. Jinx) — героиня научно-фэнтезийной медиафраншизы League of Legends (LoL) от компании Riot Games, дебютировавшая в одноимённой многопользовательской компьютерной игре; в ней Джинкс изображается как маниакальная и импульсивная преступница из подземного города Зауна, которая противостоит своей старшей сестре Вай. В мультсериале «Аркейн» раскрываются настоящее имя героини — Па́удер (англ. Powder) — и её предыстория: после того как девушка лишилась своего приёмного отца Вандера, её удочерил и воспитал криминальный авторитет по имени Силко.
Джинкс была создана художниками Кэти де Соузой и Огастом Браунингом и писателем Грэмом Макниллом как персонаж класса «Attack Damage Carry». Авторы не хотели сексуализировать её и превращать в хладнокровную убийцу: по их задумке, героине доставляли удовольствие разрушения; они изобразили Джинкс как бледную худощавую девушку, вооружённую непропорционально большим оружием, чтобы выделить её на фоне других игровых чемпионов. Джинкс дебютировала в октябрьском обновлении LoL 2013 года в качестве одного из чемпионов; в это же время в сети появился музыкальный видеоклип с её участием под названием «Get Jinxed», который набрал большое количество просмотров на YouTube. В League of Legends Джинкс озвучила Сара Энн Уильямс, а в «Аркейне» — Элла Пернелл.
С момента своего первого появления Джинкс стала одним из самых известных и популярных персонажей франшизы. Критики высоко оценили версию героини из «Аркейна»: они хвалили её сюжетную арку в первом и втором сезонах мультсериала, убедительную трансформацию в преступницу и демонстрацию психических отклонений. За озвучивание героини Пернелл была удостоена премии «Энни».

## Создание
Дизайн Джинкс разработала художница-иллюстратор Кэти де Соуза, которая разместила на «доске объявлений» официального сайта Riot Games изображение «вооружённой и размахивающей косами преступницы». Де Соуза хотела создать «совершенно безумную злодейку, которую невозможно вылечить или перевоспитать» с отличительными чертами: «Я инстинктивно стремлюсь привносить разнообразие везде, где только возможно. Я подумала, что было бы здорово сделать героиню более поджарой и бойкой, как будто она не ест ничего, кроме Skittles, из-за постоянной занятости разрушениями». Художница задумывала героиню как персонажа класса «Attack Damage Carry» (ADC): подобные ей чемпионы непрерывно наносят противнику высокий урон с помощью базовых атак. Героиня получила кодовое имя «Psycho Arsenal», а изображение с ней продолжало висеть на «доске объявлений» в течение нескольких месяцев, пока другой дизайнер чемпионов Огаст Браунинг не обратил на него внимание. Браунинг связался с де Соузой и предложил ей создать героиню со способностью менять оружие. Историю Джинкс написал писатель-фантаст Грэм Макнилл.
Прообразами Джинкс послужили персонажи Джокер и Голлум, а также актриса Хелена Бонем Картер; при этом Браунинг заявил, что Джинкс не способна хладнокровно убивать людей и получает удовольствие лишь от разрушений: «Несмотря на то, что Джинкс убила множество людей, мы не считаем её кровавой серийной убийцей». Создатели героини не хотели сексуализировать преступницу: вместо этого они изобразили её как бледную худощавую девушку, вооружённую непропорционально большим оружием, за счёт которого она выделялась на фоне других чемпионов League of Legends. Одновременно с появлением Джинкс в октябрьском обновлении League of Legends 2013 года сотрудники Riot Games разместили на официальном YouTube-канале игры посвящённый героине музыкальный видеоклип под названием «Get Jinxed». В игре и клипах героиню озвучила американская актриса Сара Энн Уильямс.
Предыстория чемпиона была раскрыта в мультсериале «Аркейн», созданном Кристианом Линке и Алексом И; руководители проекта решили выстроить повествование вокруг противостояния Джинкс и Вай, чтобы исследовать причины необъяснимого соперничества между сёстрами, которые представляли собой ярко выраженные противоположности. Для британской актрисы Эллы Пернелл Джинкс стала первым персонажем, которого ей довелось озвучивать в своей карьере. Пернелл призналась, что не играла в League of Legends, однако после получения роли изучила множество материала в интернете, посвящённого её персонажу; при этом актриса осознанно не прослушивала записи Уильямс из игры. Во время работы над Джинкс Пернелл вдохновлялась образами Харли Квинн и героинь Бонем Картер. Актриса стремилась изобразить героиню должным образом: «Я не хотела, чтобы она получилась жёсткой и сильной или всё время была подлой — она не такая, ей свойственно ребячество. Она получила травму, когда ей было девять, и застряла в этом возрасте. Также она является креативным учёным, слышит голоса и имеет проблемы с психикой». По словам Пернелл, для неё было большой честью озвучить эту героиню. Юную Паудер озвучила Миа Синклер Дженнесс.

## Появления

### League of Legends
«Джинкс, полоумная и безрассудная преступница из Зауна, привыкла сеять разрушения, не заботясь о последствиях. Вооружившись целым арсеналом смертоносных средств, она устраивает самые громкие взрывы и самые дерзкие диверсии, оставляя за собой разгром и панику. Джинкс презирает скуку – и поэтому всегда рада учинить хаос и кромешный ад, где бы она ни оказалась».
Джинкс была добавлена в League of Legends в рамках октябрьского обновления 2013 года. Согласно написанной Макниллом предыстории, некогда юная и невинная девушка росла в Зауне — нижних трущобах утопического города Пилтовер. Своё тёмное и таинственное прошлое она разделяла с ещё одним чемпионом игры по имени Вай. Столкнувшись с некой детской травмой, Джинкс выросла «жестокой и импульсивной» и прославилась на весь мир своей способностью сеять хаос. Среди её самых известных преступлений были освобождение экзотических животных, которые затем пустились в паническое бегство, разрушение торгового пути с помощью подрыва городских мостов взрывчаткой и ограбление одной из самых защищённых сокровищниц Пилтовера. Разработчики LoL сделали Джинкс очень подвижной, чтобы отразить её хаотичный характер и энергичность. В бою героиня использует миниган «Пыщ-Пыщ», шокер «Чпокер», «гранаты-кусаки», «Супер-мега-ракету», а также стилизованную под акулу ракетницу «Скелетницу». Изначально создатели героини придумали для неё более современное, научно-фантастическое оружие, но затем переосмыслили его в пользу магического: например, Джинкс никогда не перезаряжает «Скелетницу», так как её ракеты не являются материальными.
У Джинкс есть несколько скинов, однако не все они относятся к основной версии чемпиона. Помимо исходной реальности, в League of Legends присутствуют параллельные линии времени, в которых обитают альтернативные версии Джинкс. Во вселенной «Одиссеи» Джинкс — член межгалактического экипажа, путешествующего по космосу. Во вселенной «Звёздный страж» она является частью отряда волшебниц. После выхода первого сезона «Аркейна» в игру был добавлен скин героини из мультсериала. По окончании второго сезона мультсериала разработчики LoL добавили в игру первый скин нового уровня редкости — возвышенный, которым стала «Многогранная Джинкс», состоящая из трёх образов героини из мультсериала, меняющихся по мере прохождения.

### «Аркейн»

Джинкс в «Аркейне»

Паудер и её старшая сестра Вай осиротели по окончании неудавшегося восстания жителей подземного города, подавленного войсками процветающего мегаполиса Пилтовера, после чего их приютил лидер восстания Вандер. В подростковом возрасте Паудер и Вай проникают в пентхаус пилтоверского учёного Джейса, чтобы украсть магические кристаллы, однако из-за неуклюжести младшей из сестёр привлекают внимание стражей города миротворцев. Вандер берёт вину на себя и сдаётся в плен, однако вместо миротворцев его захватывает бывший брат по оружию Силко. Паудер отправляется на спасение Вандера вслед за Вай и их приёмными братьями Майло и Клаггором. Когда те сталкиваются с приспешниками Силко, девушка активирует украденные кристаллы, в результате чего образуется мощный взрыв, в котором Вандер, Майло и Клаггор погибают. Вай обвиняет младшую сестру в гибели их близких, называет её «Джинкс» и уходит. Оставшуюся в одиночестве Паудер удочеряет Силко.
Годы спустя повзрослевшая Паудер берёт себе новое имя — Джинкс. Силко, который захватил контроль над подземным городом, получившим новое название — «Заун», — поручает Джинкс проконтролировать транспортировку химического стимулятора «Мерцание», чтобы с его помощью начать новое восстание. Когда план Силко срывают повстанцы, называющие себя «Поджигателями», Джинкс решает заслужить прощение приёмного отца путём кражи драгоценного камня «Хекстек». Джинкс разочаровывается в Вай, увидев, что та объединилась с миротворцем Кейтлин. Их столкновение прерывают «Поджигатели», которые захватывают камень. После сражения со своим другом детства и лидером «Поджигателей» Экко тяжелораненой Джинкс удаётся вернуть камень. Учёный Синджед вводит девушке «Мерцание», чтобы залечить её раны; во время процедуры Джинкс видит причиняющие ей боль образы Вай и Кейтлин, поэтому, придя в себя, она похищает обеих девушек и Силко, узнав, что тот планировал выдать её властям Пилтовера в обмен на независимость Зауна. Во время разговора с заложниками у Джинкс начинается паническая атака, в ходе которой она стреляет в Силко. В свои последние минуты жизни тот заявляет, что никогда бы не предал свою «совершенную» дочь. Наконец приняв личность Джинкс, преступница использует энергию «Хекстека», чтобы убить членов совета Пилтовера в тот момент, когда те собирались предоставить Зауну независимость.
После убийства членов совета Джинкс заводит дружбу с сиротой по имени Иша и объединяет усилия с бывшим лейтенантом Силко Сейвикой, чтобы с её помощью распространить на улицах Пилтовера смертельно опасный смог. Впоследствии она сталкивается с Вай и Кейтлин, последняя из которых отстреливает Джинкс палец. Власти Пилтовера объявляют военное положение, а жители Зауна выбирают Джинкс своим революционным символом, однако та отказывается возглавить восстание. Узнав, что Ишу захватили солдаты Пилтовера, Джинкс проникает в место её заключения, где на неё нападает волкоподобный монстр, оказавшийся воскрешённым Вандером. Джинкс и Вай объединяют усилия, чтобы привести Вандера к Виктору, «вестнику», который обещает исцелить Вандера и восстановить его человеческую личность. Тем не менее, Вандер вновь становится неразумным зверем, когда коммуну Виктора осаждают войска, возглавляемые генералом Амбессой Медардой, а Иша жертвует собой, чтобы спасти Джинкс. Джинкс впадает в глубокую депрессию после смерти Иши и сдаётся Кейтлин. Некоторое время спустя Вай освобождает сестру из заточения, после чего Джинкс запирает Вай в своей камере и заявляет о намерении «разорвать цикл насилия». Экко отговаривает Джинкс от совершения самоубийства, после чего та присоединяется к объединённым войскам Зауна и Пилтовера против Виктора, его последователей и армии Медарды. Джинкс, по всей видимости, жертвует собой, чтобы спасти Вай и убить Вандера, хотя Кейтлин позже обнаруживает, что девушке удалось выжить.

### Другие появления

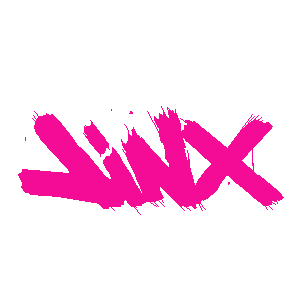
Граффити Джинкс

Джинкс была одним из первых чемпионов League of Legends, которые получили собственные клипы, рекламирующие их появление в игре. 8 октября 2013 года на YouTube вышел клип «Get Jinxed» с участием Агнете Кьёльсруд из группы Djerv; по сюжету клипа, Джинкс сеяла разрушения в Пилтовере. Музыкальное видео стало хитом, собрав более 139 млн просмотров по состоянию на 2024 год. Также героиня появляется в клипе на песню Imagine Dragons и JID «Enemy», в котором демонстрируются фрагменты из её детства. По состоянию на 2024 года у этого клипа более 422 млн просмотров на YouTube.
Джинкс фигурирует в нескольких спин-оффах League of Legends: Teamfight Tactics, Legends of Runeterra и League of Legends: Wild Rift. В рамках рекламной кампании «Аркейна» преступница была добавлена в многопользовательские игры PUBG Mobile, Fortnite и Among Us. Героиня фигурирует в танцевальной ритм-игре Just Dance 2023 Edition в качестве тренера, обучающего игрока песне Беа Миллер «Playground».
С изображением Джинкс продавалось большое количество товаров, в частности под брендом Riot Games: одежда, аксессуары, статуэтки, дизайнерские игрушки Bearbrick и минифигурки, включая те, что были основаны на её альтернативных версиях. В преддверии выхода «Аркейна» канадская компания по производству игрушек Spin Master создала фигурку Джинкс, основанную на её образе из League of Legends. После выхода первого сезона мультсериала Riot Games наняла несколько художников из Сингапура и Филиппин для создания ограниченного количества мини-фигурок персонажей мультсериала, стилизованных под продукцию Lego. В декабре 2021 Oppo и Riot Games совместно анонсировали выход стилизованного под Джинкс смартфона Oppo Reno7 Pro League of Legends, тираж которого составил 10 000 копий. Американская компания-производитель виниловых фигурок Funko выпустила две линейки большеголовых игрушек Pop по мотивам LoL и «Аркейна»; в обеих линейках присутствовала Джинкс. После выхода второго сезона «Аркейна» гонконгская компания-производитель игрушек Hot Toys анонсировала подвижную фигурку Джинкс в комплекте с двумя сменными головами с разными выражениями лица и фирменным оружием героини.

## Восприятие

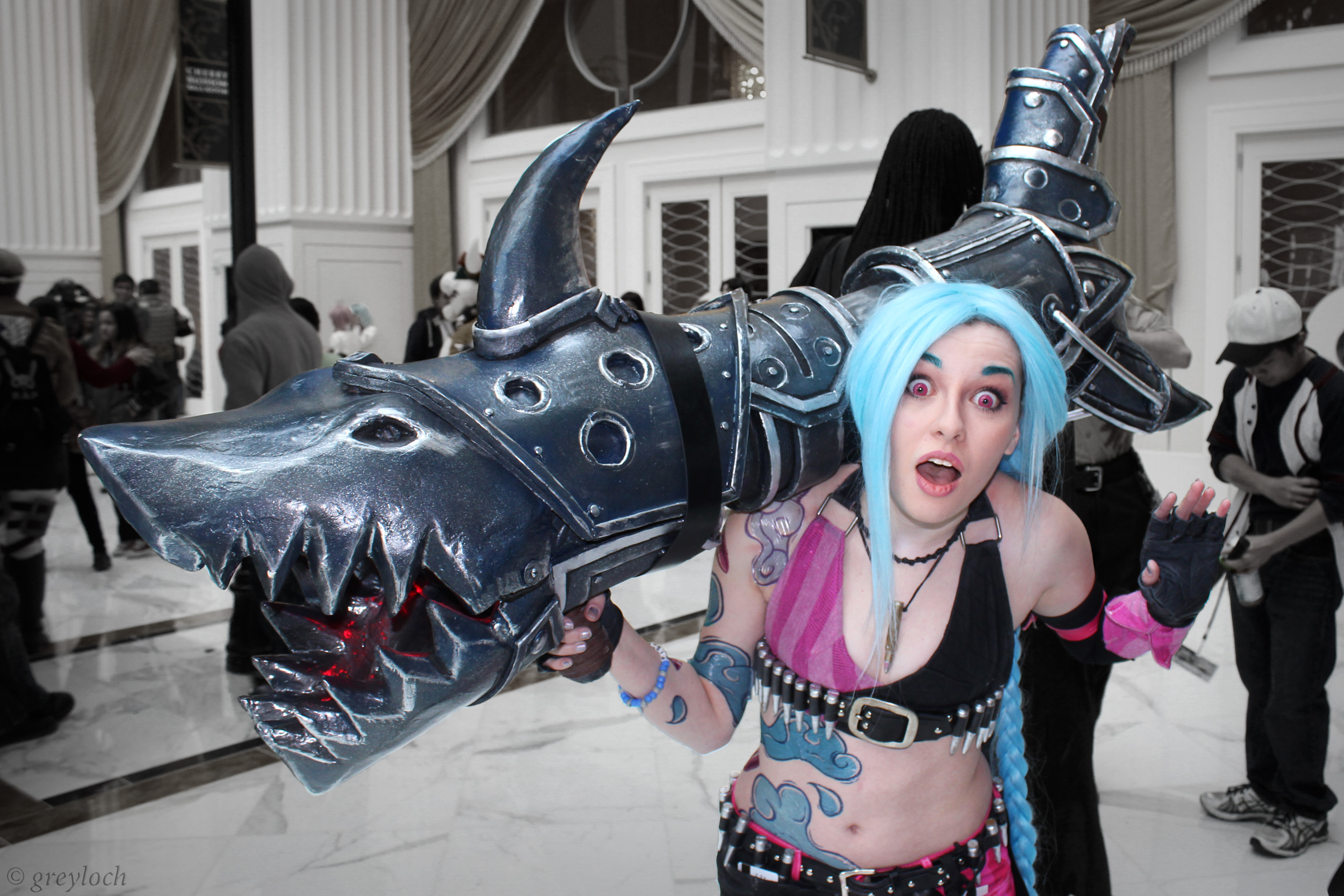
Косплей Джинкс на Comic Con Masquerade 2024

Джинкс является одним из любимых чемпионов фанатов League of Legends, а также популярной героиней фан-артов и косплея. По мнению рецензента Dot Esports, Джинкс приобрела огромную популярность благодаря клипу «Get Jinxed» и «притягательному» дизайну. Рик Лейн из PC Gamer поместил Джинкс на 23-е место среди «50 самых культовых персонажей компьютерных игр для ПК» и назвал её маскотом LoL, а обозревательница TheGamer Ханна Ветцель — чемпионом с лучшей предысторией. Джинкс фигурирует в нескольких рекламных роликах League of Legends на Youtube-канале Riot Games, а также является главной звездой кинематографического трейлера, выход которого был приурочен к запуску мобильной игры League of Legends: Wild Rift.
Критики и фанаты League of Legends высоко оценили версию героини из «Аркейна». В своей рецензии для IGN Рафаэль Мотамайор назвал её «неотразимой» и отметил, что она «приковывает к себе внимание зрителей в каждом эпизоде». Энни Бэнкс из MovieWeb включила преступницу в список лучших персонажей «Аркейна». Фанатам LoL понравился серьёзный подход создателей мультсериала к демонстрации психического заболевания героини, благодаря которому Джинкс воспринималась как трагичный, а не комичный персонаж. Александра Рамос из CinemaBlend назвала Джинкс одним из лучших злодеев на телевидении из-за её печальной предыстории, убедительного становления преступницей и сохранения детской невинности.
Критики также положительно оценили арку героини и её эмоциональный рост во втором сезоне «Аркейна». Исайя Кольбер из Gizmodo сравнил отношения Паудер и Экко из альтернативной временной линии с романом Макс и Хлои из серии игр Life is Strange. Элайджа Гонсалес из Paste назвал эти отношения «горько-сладкими», а Мотамайор заявил, что посвящённый им эпизод «Можем притвориться, что это в первый раз» повествует о «сожалении, выборе, новых начинаниях и о том, что могло бы быть». Отдельной похвалы критики удостоили музыку и анимацию в сцене танца Паудер и Экко. Фанаты мультсериала пришли к выводу, что уменьшение частоты кадров до четырёх в секунду отсылало к способности Экко перемещаться назад в прошлое на четыре секунды. Играющая на фоне песня «Ma meilleure ennemie» от Stromae и Pomme была самым транслируемым франкоязычным треком на Spotify в течение 24 часов. При этом мнения зрителей относительно судьбы героини в финале мультсериала разделились: например, в то время как Райан Луни из Collider заявил, что «для такой героини, как Джинкс, самоубийство и самопожертвование — это две стороны одной медали, а её смерть подтверждает мнение Кейтлин о том, что некоторые преступления просто непростительны», его коллега Якоб Сланкард встал на защиту концовки «Аркейна», в которой Джинкс «освободилась от бремени прошлого и реализовала себя на своих собственных условиях».
Исполнительница роли Джинкс Элла Пернелл получила признание критиков как лучшая актриса озвучивания в мультсериале. В своей рецензии для Empire Камбол Кэмпбелл отметил, что «протяжная речь» Пернелл «выжимает все возможные эмоции из непринуждённых диалогов героини», а кинокритик RogerEbert.com назвал игру актрисы «феноменальной». Пернелл была удостоена премии «Энни» за «Лучшую озвучку в анимационной телепрограмме».

### Комментарии
1. ↑  Джинкс (англ. Jinx) — человек или вещь, приносящие неудачу